# Sierra Imataca
Sierra Imataca – miasto w Wenezueli, w stanie Delta Amacuro, siedziba gminy Casacoima.
Według danych szacunkowych na rok 2011 liczyło 10 058 mieszkańców..